# Клеомен I
Клеоме́н I (середина VI века до н. э. — около 487 года до н. э.) — царь Спарты из дома Агиадов (около 520 года до н. э. — около 490 года до н. э.).
В 510 году до н. э. повёл спартанское войско в Аттику и помог изгнать Писистратидов (по настоянию дельфийского оракула). Во время распри между Клисфеном и Исагором Клеомен поддерживал последнего и занял Афины, но из-за всеобщего восстания афинян был вынужден покинуть город. В 494 году до н. э. Клеомен при Сепее одержал победу над аргосцами, в 491 году до н. э. лишил престола своего товарища по царской власти — Демарата. В Спарте возникла сильная оппозиция против Клеомена; он бежал в Фессалию, потом в Аркадию, где подстрекал местных жителей к войне со Спартой. Спартанцы призвали его обратно, но вскоре по возвращении Клеомен умер при невыясненных обстоятельствах.

## Происхождение
|             |             |             |             |             |             |          |          |           |           |           |           |             |             |             |             |             |             |          |          | Лев            |                |                |                |                |                |       |       |             |             |             |             |             |             |
|             |             |             |             |             |             |          |          |           |           |           |           |             |             |             |             |             |             |          |          |                |                |                |                |                |                |       |       |             |             |             |             |             |             |
|             |             |             |             |             |             |          |          |           |           |           |           | первая жена | первая жена | первая жена | первая жена | первая жена | первая жена |          |          | Анаксандрид II | Анаксандрид II | Анаксандрид II | Анаксандрид II | Анаксандрид II | Анаксандрид II |       |       | вторая жена | вторая жена | вторая жена | вторая жена | вторая жена | вторая жена |
|             |             |             |             |             |             |          |          |           |           |           |           | первая жена | первая жена | первая жена | первая жена | первая жена | первая жена |          |          | Анаксандрид II | Анаксандрид II | Анаксандрид II | Анаксандрид II | Анаксандрид II | Анаксандрид II |       |       | вторая жена | вторая жена | вторая жена | вторая жена | вторая жена | вторая жена |
|             |             |             |             |             |             |          |          |           |           |           |           |             |             |             |             |             |             |          |          |                |                |                |                |                |                |       |       |             |             |             |             |             |             |
|             |             |             |             |             |             |          |          |           |           |           |           |             |             |             |             |             |             |          |          |                |                |                |                | Клеомен I      |                |       |       |             |             |             |             |             |             |
|             |             |             |             |             |             |          |          |           |           |           |           |             |             |             |             |             |             |          |          |                |                |                |                |                |                |       |       |             |             |             |             |             |             |
|             |             |             |             |             |             |          |          |           |           |           |           |             |             |             |             |             |             |          |          |                |                |                |                |                |                |       |       |             |             |             |             |             |             |
| Дорией      | Дорией      | Дорией      | Дорией      | Дорией      | Дорией      |          |          | Клеомброт | Клеомброт | Клеомброт | Клеомброт | Клеомброт   | Клеомброт   |             |             | Леонид I    | Леонид I    | Леонид I | Леонид I | Леонид I       | Леонид I       |                |                | Горго          | Горго          | Горго | Горго | Горго       | Горго       |             |             |             |             |
| Дорией      | Дорией      | Дорией      | Дорией      | Дорией      | Дорией      |          |          | Клеомброт | Клеомброт | Клеомброт | Клеомброт | Клеомброт   | Клеомброт   |             |             | Леонид I    | Леонид I    | Леонид I | Леонид I | Леонид I       | Леонид I       |                |                | Горго          | Горго          | Горго | Горго | Горго       | Горго       |             |             |             |             |
|             |             |             |             |             |             |          |          |           |           |           |           |             |             |             |             |             |             |          |          |                |                |                |                |                |                |       |       |             |             |             |             |             |             |
|             |             |             |             |             |             |          |          |           |           |           |           |             |             |             |             |             |             |          |          |                |                |                |                |                |                |       |       |             |             |             |             |             |             |
|             |             |             |             | Павсаний    | Павсаний    | Павсаний | Павсаний | Павсаний  | Павсаний  |           |           | Никомед     | Никомед     | Никомед     | Никомед     | Никомед     | Никомед     |          |          | Плистарх       | Плистарх       | Плистарх       | Плистарх       | Плистарх       | Плистарх       |       |       |             |             |             |             |             |             |
|             |             |             |             | Павсаний    | Павсаний    | Павсаний | Павсаний | Павсаний  | Павсаний  |           |           | Никомед     | Никомед     | Никомед     | Никомед     | Никомед     | Никомед     |          |          | Плистарх       | Плистарх       | Плистарх       | Плистарх       | Плистарх       | Плистарх       |       |       |             |             |             |             |             |             |
|             |             |             |             |             |             |          |          |           |           |           |           |             |             |             |             |             |             |          |          |                |                |                |                |                |                |       |       |             |             |             |             |             |             |
| Плистоанакт | Плистоанакт | Плистоанакт | Плистоанакт | Плистоанакт | Плистоанакт |          |          | Аристокл  | Аристокл  | Аристокл  | Аристокл  | Аристокл    | Аристокл    |             |             |             |             |          |          |                |                |                |                |                |                |       |       |             |             |             |             |             |             |

Царь из рода Агиадов Анаксандрид II был женат на своей племяннице. Его супруга долгое время была бездетной. Согласно Геродоту, эфоры посоветовали царю «отпустить свою жену» и взять другую, чтобы не прекратился царский род. Анаксандрид ответил, что не поступит таким образом, так как не может отвергнуть ни в чём не повинную супругу. Тогда эфоры и геронты разрешили царю стать двоежёнцем. От второй жены у него родился мальчик, впоследствии ставший царём Клеоменом I. Вскоре и первая жена, ранее считавшаяся бездетной, родила одного за другим трёх сыновей.
Когда Анаксандрид умер, то встал вопрос о престолонаследии. На стороне Клеомена было старшинство, в то время как Дорией указывал на то, что родился от первого и как бы более законного брака. Кроме того, он отличался физической силой и мужественной внешностью, а Клеомен не отличался хорошим здоровьем. Возможно также, что последний страдал какой-то формой психического расстройства. Для придания решению легитимности, скорее всего, было созвано народное собрание. Эфоры и геронты надеялись, что царь, выглядевший не очень здоровым и получивший власть благодаря им, будет послушным орудием в их руках.
В конечном итоге вопрос был разрешён в пользу Клеомена. Несогласный с таким решением Дорией покинул Спарту.

## Правление Клеомена I
Начало правления Клеомена датируется серединой 20-х годов VI века до н. э. Согласно Плутарху, он уже был царём в конце правления Поликрата, который был убит персами в 522 году до н. э.
Вопреки ожиданиям, Клеомен проявил себя одним из самых сильных и решительных спартанских правителей. Он был яркой личностью, крупным полководцем, тонким дипломатом. Клеомен, в отличие от большинства спартанцев, отличался крайней беспринципностью при достижении собственных политических целей и прибегал к фальсификациям в религиозной сфере. На протяжении всего своего царствования Клеомен поддерживал прочные контакты с дельфийскими жрецами и стал там очень влиятелен. Кроме того, Клеомен проводил активную внешнюю политику, направленную на усиление позиций Спарты в Греции.

### Первые походы

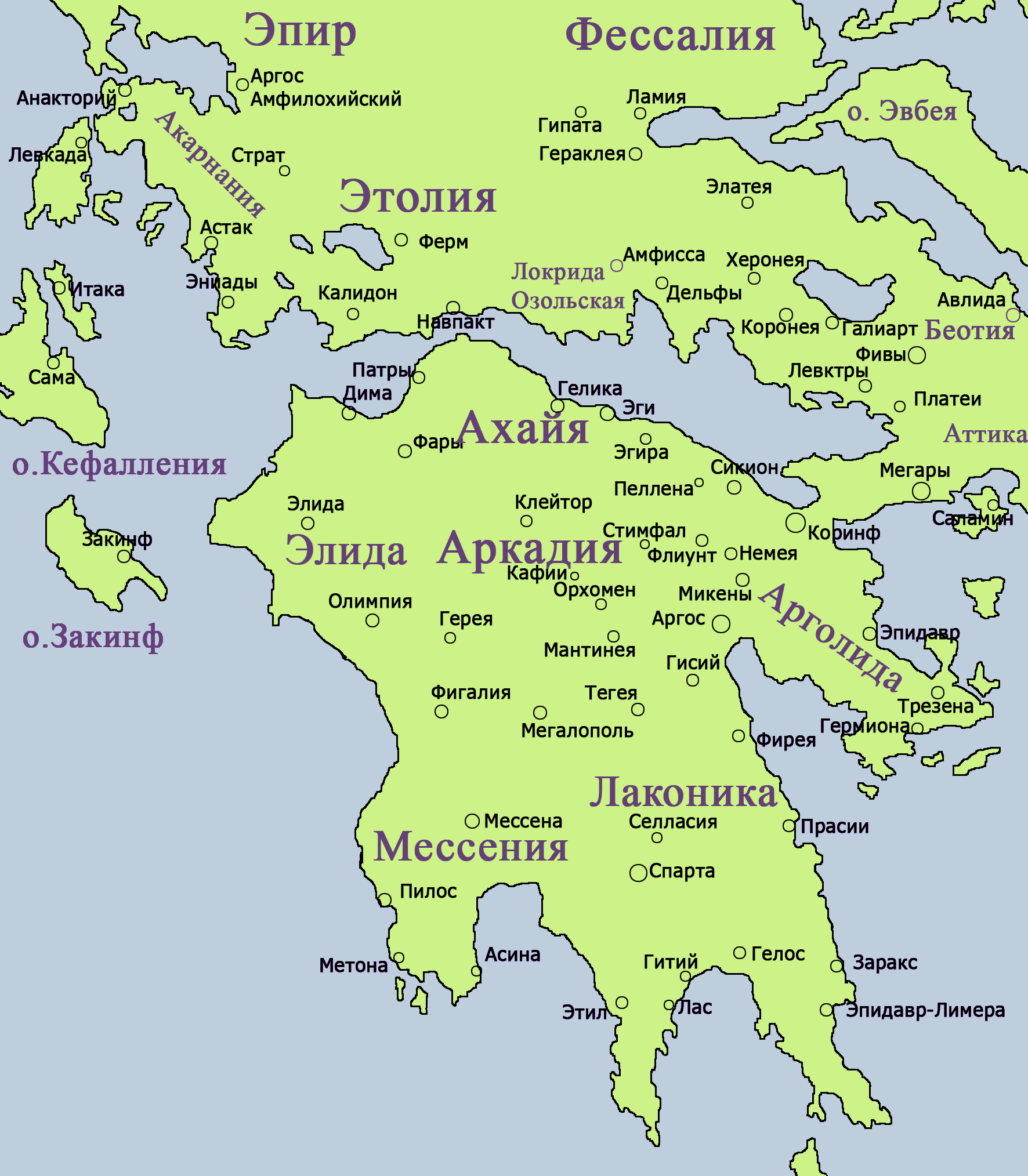
Пелопоннес и Средняя Греция в древности

Точная дата похода Клеомена в Арголиду неизвестна. Встречаются две возможные даты этого похода — около 520 года до н. э. и 494 год до н. э. Историки, поддерживающие более позднюю датировку похода, в качестве аргумента приводят то обстоятельство, что Дельфийский оракул дал общее прорицание аргосцам и милетянам. В предсказании аргивянам содержался намёк на одно из событий похода на Аргос, а в предсказании милетянам говорилось, что Милет будет захвачен варварами. Так как Милет пал в 494 году до н. э. под ударами персидских войск, считали, что в этом же году был и поход Клеомена в Арголиду. Сторонники более ранней даты ссылаются на тот факт, что в походе участвовали оба царя, Клеомен и Демарат, а между тем известно, что после ссоры между теми же царями в 506 году до н. э. был принят закон, запрещавший обоим царям одновременно выступать в поход. К тому же, Павсаний писал, что поход состоялся сразу после начала правления Клеомена. Перед походом Клеомену удалось заручиться благоприятным предсказанием оракула. При переходе спартано-аргосской границы на реке Эрасин были получены неблагоприятные результаты гадания по жертвам. Реку он переходить не стал, а переправил войско в Арголиду морским путём.
Узнав о высадке Клеомена, аргивяне выступили навстречу ему. Противники расположились у селения Сепея, близ Тиринфа. Устрашённые неблагоприятным предсказанием Дельфийского оракула, аргивяне решили подражать действиям спартанского глашатая. Заметив это, Клеомен приказал своим воинам идти в атаку по знаку глашатая к завтраку. В результате спартанцы напали на приступивших к завтраку аргивян и многих из них перебили. Бежавшие укрылись в священной роще, посвящённой Аргосу, где и были окружены спартанцами.

Тогда Клеомен сделал вот что. Узнав от перебежчиков имена запертых в святилище аргосцев, он велел вызывать их поимённо, объявляя при этом, что получил уже за них выкуп (выкуп же за каждого пленника установлен у пелопоннесцев по 2 мины). Так Клеомен вызвал одного за другим около 500 аргосцев и казнил их. Оставшиеся в святилище не знали о их судьбе, так как роща была густая и те, кто там находился, не могли видеть, что происходит снаружи, пока кто-то из них не влез на дерево и не увидел сверху, что там творится. Тогда, конечно, никто уже больше не вышел на зов.— Геродот. VI. 79
После этого спартанский царь посетил Герайон, религиозный центр Арголиды, и лично совершил там жертвоприношение, причём жрец, пытавшийся ему воспрепятствовать, был отогнан от алтаря и подвергнут бичеванию.
По возвращении в Спарту Клеомен был подвергнут суду эфоров. Его обвиняли в том, что он не извлёк из победы всего возможного и не взял вражеский город. Однако царь сумел оправдаться, заявив, что полученное им при жертвоприношении в Герайоне знамение исключало успешный исход осады Аргоса.
Около 519 года до н. э. Клеомен с войском находился в Беотии. Целью столь дальней экспедиции была, вероятно, защита Дориды от территориальных притязаний фокидян. Дорида считалась исторической родиной дорийцев, и потому спартанцы оказывали им военную помощь. Также фокидяне претендовали на контроль над Дельфами, находившимися на их территории. Когда Клеомен был в Беотии, жители Платей, теснимые Фивами, стремившимися распространить своё влияние на все беотийские города, обратились к спартанскому царю с просьбой о помощи, то есть о вступлении в Пелопоннесский союз. Клеомен отказал им, сославшись на невозможность оказания помощи из-за большого расстояния между Спартой и Платеями, и посоветовал обратиться к афинянам. Афиняне и платейцы заключили союз. Согласно Геродоту, целью царя, давшего такой совет, было спровоцировать враждебные отношения Афин и Фив.

### Афинская политика

Беотия и Аттика

Афины, значительно усилившиеся в период тирании Писистратидов, находились в дружественных отношениях со Спартой вплоть до конца VI века до н. э.
Изгнанные из Афин Алкмеониды, потерявшие надежду примириться с тираном Гиппием и потерпевшие поражение при попытке вернуться с применением военной силы, решили действовать другим путём. Алкмеониды приняли активное участие в восстановлении Дельфийского храма, в результате чего их влияние в Дельфах значительно возросло. Лидер Алкмеонидов Клисфен подкупил Пифию, чтобы она, когда спартанцы вопрошали оракул, отвечала им, что божество велит освободить Афины от тирании. Кроме того, и у дельфийского жречества были свои причины желать, чтобы Писистратиды были свергнуты: тираны решили сделать Афины крупным религиозным центром, что должно было несколько оттеснить Дельфы с позиции важнейшего религиозного центра. Высказывалось предположение, что и Спарта была заинтересована в свержении тирании, так как это прекрасно укладывалось бы в русло антитиранической политики Спарты и способствовало бы вовлечению Афин в спартанскую сферу влияния.
В конце концов благочестивые спартанцы решили отправить экспедицию против Афин. Первый поход, возглавляемый неким Анхимолием, закончился безуспешно. Спартанцы прибыли на кораблях к Фалеру и были разбиты фессалийцами, союзниками Гиппия. После этой неудачи эфоры решили направить более многочисленное войско во главе с Клеоменом. Спартанцы вторглись в Аттику с суши и нанесли поражение фессалийской коннице, которая была вынуждена отступить перед спартанской фалангой. Клеомен вступил в город и осадил Акрополь, где находился Гиппий. Осада длилась безуспешно до тех пор, пока спартанцы не захватили в плен сыновей тирана. В обмен на их свободу Писистратидам пришлось покинуть Аттику.
После свержения тирании за власть в Афинах стали бороться две аристократические группировки. Одну из них возглавлял Клисфен, другую — Исагор (возможно, он был из рода Филаидов). Последний был избран архонтом-эпонимом на 508/507 год до н. э. Терпя поражение, Клисфен обратился к демосу, желая привлечь его на свою сторону и предложив программу демократических реформ. Пользуясь поддержкой народа, Клисфен увеличил своё влияние и добился избрания архонтом-эпонимом своего родственника Алкмеона. Исагор обратился за помощью к Клеомену. Сначала спартанский царь отправил в Афины гонца с требованием изгнать «осквернённых» Алкмеонидов. Клисфен тайно бежал из города. Клеомен снова вступил в Афины, приказал изгнать 700 семейств из числа сторонников Алкмеонидов и попытался вместо прежнего Совета учредить некий «Совет Трёхсот», состоящий из приверженцев Исагора. Последнее требование означало бы установление крайней олигархии, что вызвало недовольство афинян. Клеомен и Исагор со своими людьми заняли Акрополь и были осаждены. На третий день осады было заключено перемирие, по которому спартанцам и приверженцам Исагора было разрешено покинуть страну.
Афиняне ожидали мести со стороны Клеомена и того, что он снова прибудет в Аттику с более многочисленными войсками. Поэтому они отправили посольство в Персию и даже дали лидийскому сатрапу «землю и воду», что означало подчинение державе Ахеменидов. На родине, однако, послы были осуждены. В 506 году до н. э. большая армия Пелопоннесского союза во главе с обоими царями двинулась в Аттику. Тайной целью Клеомена было установление тирании Исагора. Впрочем, возможно, это лишь догадка Геродота, а на самом деле спартанцы хотели установить олигархию в Афинах. Пелопоннесцы заняли Элевсин, с севера вторглись беотийцы, с востока — халкидяне. Однако внезапно в пелопоннесском войске начались раздоры. Коринфяне отказались от участия в военных действиях и вернулись домой. За ними последовали и многие другие союзники. Царь Демарат выразил своё согласие с коринфянами и отправился в Спарту. Спартанцы были вынуждены отступить. Пользуясь их отступлением, афиняне атаковали беотийцев и халкидян и нанесли им поражение. Публичный конфликт между двумя царями вызвал большой скандал, после которого в Спарте был принят закон, запрещающий обоим царям командовать войском.
Несколько лет спустя Клеомен вновь попытался организовать поход на Афины и предложил восстановить в качестве тирана Гиппия. Вероятно, он рассчитывал на группировку его приверженцев в Афинах. Гиппий был приглашён из Сигея в Спарту, и по этому поводу собрался конгресс Пелопоннесского союза. Коринфяне высказались против этого, и с ними согласилось большинство союзников.

### Персидский вопрос

Держава Ахеменидов

В «персидском вопросе» Клеомен занял осторожную позицию невмешательства. Когда около 520 года до н. э. в Спарту прибыли послы с Самоса, просившие помощи против персов, он решительно отклонил их просьбу и приказал послам удалиться с территории Спарты.
В 513 году до н. э. в Спарту явилось скифское посольство с предложением союза против персов. Скифы отбили вторжение Дария и теперь стремились перейти в наступление. Хотя союз и был заключён и даже велись переговоры о совместных действиях, спартанцы ничего не предприняли против персов. Клеомен, очевидно, опять осторожничал. Согласно Геродоту, скифы якобы научили Клеомена пить по их обычаю неразбавленное вино, от чего он позже сошёл с ума.
В 499 году до н. э. вождь восставших ионийцев Аристагор отправился в европейскую часть Эллады для привлечения союзников. Первым пунктом остановки посольства была Спарта, где Аристагор вёл переговоры с царём Клеоменом. В своей речи он указывал не столько на освобождение собратьев-эллинов от персидского владычества, сколько на лёгкость возможной победы над империей Ахеменидов и на перспективу огромного обогащения в случае её завоевания. Его слова не произвели на спартанца впечатления, и он ответил отказом. Видя неуспех своей миссии, лидер восстания отправился в дом царя и начал предлагать ему всё больше и больше денег, пока не пообещал 50 талантов. Находившаяся рядом малолетняя дочь Горго воскликнула: «Отец! Чужеземец подкупит тебя, если ты не уйдёшь!» Обрадованный советом, Клеомен удалился, а посольству ионийцев пришлось, ничего не добившись, покинуть Спарту.
В 491 году до н. э. Дарий отправил в островные полисы Греции послов с требованием дать ему «землю и воду», то есть признать свою зависимость от Персии. Многие из них, в том числе Эгина, вынуждены были согласиться. Эгина была важным торговым центром в Сароническом заливе, и её принятие условий Дария говорило о масштабе и близости персидской опасности. Соперничащие с эгинцами афиняне попросили спартанцев наказать Эгину, тем более что она входила в Пелопоннесский союз. Клеомен лично отправился на Эгину с целью схватить лидера проперсидской группировки. Однако в его отсутствие Демарат обвинил Клеомена в том, что он действует незаконно, без санкции органов власти. Возможно, Клеомена обвиняли также и в подкупе афинянами. Высказывалось предположение, что уже в это время в Спарте существовала персофильская группировка, возглавляемая Демаратом. Но, скорее всего, здесь имели место дружественные отношения Демарата с некоторыми представителями полисных элит, которые оказались в лагере персофилов. Возможно, Демарат поддерживал ксенические отношения с одним из вождей проперсидской группировки, Криосом, который, согласно Геродоту, противодействовал Клеомену «по приказанию Демарата».
В ответ Клеомен стал распускать слух о том, что Демарат не является сыном царя Аристона и потому занимает трон незаконно. Клеомен договорился с Леотихидом, родственником Демарата и его врагом, чтобы тот утверждал, что Демарат — не сын Аристона.

Принеся клятву, Левтихид напомнил слова, вырвавшиеся у Аристона, когда слуга сообщил царю весть о рождении сына. Тогда царь, сочтя по пальцам месяцы, поклялся, что это не его сын. Левтихид особенно ссылался на эти слова царя в доказательство того, что Демарат — не сын Аристона и незаконно присвоил себе царское достоинство. Свидетелями он вызвал тех эфоров, которые заседали тогда в совете вместе с Аристоном и слышали его слова.— Геродот. VI. 65
По этому поводу возникли разногласия. Было решено обратиться к Дельфийскому оракулу. Клеомен каким-то образом, возможно, путём подкупа, привлёк на свою сторону жреца Кобона, который убедил пифию дать угодный Клеомену ответ. Клеомен, вероятно, опирался на традиционные связи Дельф со Спартой и мог иметь ксенические отношения с семьёй Кобона. Демарат лишился престола, и его занял Леотихид. Вскоре оба царя прибыли на Эгину и арестовали десятерых наиболее влиятельных персофилов. Они были отправлены в качестве заложников в Афины.

## Изгнание. Возвращение в Спарту и смерть
Однако вскоре Клеомен был официально обвинён в фальсификации предсказания. Не дожидаясь суда, он покинул Спарту и бежал в Фессалию. Высказывалось предположение, что в тексте Геродота есть ошибка, и вместо «Фессалия» следует читать «Селласия» (город в Северной Лаконии). Затем Клеомен попал в Аркадию и развил там бурную деятельность, побуждая аркадян к выступлению против Спарты. Аркадяне оказали ему поддержку и даже принесли ему присягу на верность. Это свидетельствует об авторитете спартанских царей среди союзников и показывает готовность аркадян при первой же возможности отложиться от спартанцев. Некоторые современные историки считают, что Клеомен побуждал также мессенских илотов к восстанию. По словам Платона, около 490 года до н. э. произошло какое-то восстание илотов. Некоторые историки связывают это сообщение с антиспартанской деятельностью Клеомена в Аркадии.
Антигосударственная деятельность Клеомена сделала его в глазах спартанской элиты государственным преступником. Не имея возможности вернуть его в Спарту силой, эфоры вернули ему престол, а вскоре Клеомен, по официальной версии, покончил жизнь самоубийством.
Согласно Геродоту, сразу же после возвращения из Аркадии Клеомен впал в безумие и покончил жизнь самоубийством, нанеся себе множество ран. Судя по всему, Геродот озвучил официальную спартанскую версию, согласно которой царь довёл себя до безумия из-за распущенности и безудержного пьянства. Сам Геродот, по-видимому, не очень верил версии о безумии Клеомена как результате пьянства и склонялся к тому, что это была божественная кара за святотатственный поступок царя в истории с Демаратом. Традиции о природном слабоумии, сумасбродстве и пьянстве Клеомена противоречат многочисленные данные об его многолетней и вполне успешной военно-политической карьере. Во всяком случае, Клеомен был объявлен сумасшедшим и на этом основании подвергнут аресту. Это произошло по инициативе родственников — единокровных братьев Леонида и Клеомброта и дочери Горго, бывшей уже женой Леонида. Леониду, как престолонаследнику, было крайне выгодно скорейшее устранение Клеомена. Современные историки сомневаются, что Клеомен покончил с собой. Вероятно, он был убит по приказу эфоров или Леонида.

### Исследования
- Дарвин А. Л. Спартанский царь Клеомен I: эпоха и судьба // Клио. — 2017. — № 9. — С. 68—76. — ISSN 2070-9773.
- Кулишова О. В. Спартанский царь Клеомен и Дельфы // Мнемон. — СПб., 2003. — Вып. 2. — С. 65—88.
- Печатнова Л. Г. Царь Клеомен и дела о коррупции // Вестник СПбГУ. — 2006. — Вып. 2.
- Печатнова Л. Г. Античное предание о гибели спартанского царя Клеомена I // Античный мир и археология. — Саратов, 2006. — Вып. 12. — С. 52—65.
- Печатнова Л. Г. Противостояние Клеомена и Демарата (К вопросу о соотношении властных структур в Спарте) // Вестник древней истории. — 2006. — № 4. — С. 29—49.
- Строгецкий В. М. О датировке битвы при Сепее // Вестник древней истории. — 1979. — № 4. — С. 108—117.
- Строгецкий В. М. Некоторые особенности внутриполитической борьбы в Спарте в конце VI — начале V в. до н.э. Клеомен и Демарат // Вестник древней истории. — 1982. — № 3. — С. 38—49.
- Суриков И. Е. Глава IV. Клеомен I: «рождение личности» в Спарте // Античная Греция: политики в контексте эпохи: архаика и ранняя классика. — М.: Наука, 2005. — С. 212—271. — 351 с. — ISBN 5-02-010347-0. Архивировано 30 января 2016 года.
- Клеомен, спартанские цари // Энциклопедический словарь Брокгауза и Ефрона : в 86 т. (82 т. и 4 доп.). — СПб., 1890—1907.